# Chiếm ngục Bastille
Trận chiến ngục Bastille là sự kiện quan trọng trong Cách mạng Pháp. Vào ngày 14 tháng 7 năm 1789, những người dân Paris đã nổi dậy, tới chiếm nhà tù Bastille, một biểu tượng của quyền lực Vương triều.
Ngày 11 tháng 7 năm 1789, vua Louis XVI trục xuất vị Thượng thư duy tân Jacques Necker và tái cơ cấu lại tất cả các bộ. Quyết định này khiến những người dân Paris nổi loạn. Khoảng gần 1000 người dân đã tới chiếm ngục Bastille, chống lại 114 binh lính của nhà vua. Sau 4 giờ xung đột, quân nổi dậy chiếm được ngục Bastille. Các cựu binh Pháp và lính Thụy Sĩ trấn giữ ngục Bastille không thể chống nổi, phải đầu hàng.
Mặc dù có lệnh ngừng chiến để tránh sự tàn sát lẫn nhau, vị quan giám ngục ở đó là Hầu tước Bernard de Launay và nhiều lính gác vẫn bị giết. Đám đông đem đầu quan giám ngục cắm cọc mang đi diễu hành quanh thành phố. Tuy những người Paris chỉ giải thoát cho bảy tù nhân - gồm bốn kẻ lừa đảo, hai công tử quý tộc bị giam do đạo đức xấu, và một nghi phạm giết người - nhưng Bastille vẫn được coi là một biểu tượng hùng hồn của tất cả những gì bị căm ghét của "chế độ cũ".
Chiến thắng của nhân dân Paris đã thúc đẩy phong trào Cách mạng Pháp phát triển.